# Pelageja Sjajn
Pelageja Fjodorovna Sjajn (ryska: Пелагея Фёдоровна Шайн), född 22 september 1894, död 27 augusti 1956, var en rysk-sovjetisk astronom.
Hennes make var den rysk-sovjetiske astronomen Grigorij Sjajn.
Minor Planet Center listar henne som upptäckare av 19 asteroider mellan 1928 och 1953.
Hon upptäckte även ungefär 140 olika stjärnor.
Hon upptäckte den periodiska kometen 61P/Shajn–Schaldach, tillsammans med den amerikanske astronomen Robert D. Schaldach.
Den icke-periodiska kometen C/1925 F1 upptäckte hon tillsammans med sin make.
Asteroiden 1190 Pelagia är uppkallad efter henne.

## Asteroider upptäckta av Pelageja Sjajn
| 1112 Polonia      | 15 augusti 1928   |
| 1113 Katja        | 15 augusti 1928   |
| 1120 Cannonia     | 11 september 1928 |
| 1121 Natascha     | 11 september 1928 |
| 1369 Ostanina     | 27 augusti 1935   |
| 1387 Kama         | 27 augusti 1935   |
| 1390 Abastumani   | 3 oktober 1935    |
| 1475 Yalta        | 21 september 1935 |
| 1610 Mirnaya      | 11 september 1928 |
| 1648 Shajna       | 5 september 1935  |
| 1654 Bojeva       | 8 oktober 1931    |
| 1735 ITA          | 10 september 1948 |
| 1954 Kukarkin     | 15 augusti 1952   |
| 1987 Kaplan       | 11 september 1952 |
| 2108 Otto Schmidt | 4 oktober 1948    |
| 2445 Blazhko      | 3 oktober 1935    |
| 3080 Moisseiev    | 3 oktober 1935    |
| 3958 Komendantov  | 10 oktober 1953   |
| 5533 Bagrov       | 21 september 1935 |